# Ichneumon abieticola
Ichneumon abieticola är en stekelart som beskrevs av Julius Theodor Christian Ratzeburg 1852. Ichneumon abieticola ingår i släktet Ichneumon och familjen brokparasitsteklar. Inga underarter finns listade i Catalogue of Life.